# Татарський район
Татарський район — муніципальне утворення в Новосибірській області  Росії.
Адміністративний центр — місто Татарськ.

## Географія
Район розташований на заході Новосибірської області. Межує з Усть-Тарцьким, Венгеровським, Чановським і Чистоозерним районами Новосибірської області, а також Омською областю. Територія району за даними на 2008 рік — 487 тис. га, у тому числі сільгоспугіддя — 347,9 тис. га (71,4% всієї площі) .

## Історія
Район утворений в 1925 у складі Барабинського округу Сибірського краю, з 1930 у складі Західно-Сибірський край Західно-Сибірського краю. У 1937 район був включений у знову утворену Новосибірську область.

## Населення
| 2002    | 2009    | 2010    | 2011    | 2012    | 2013    | 2014    |
| ------- | ------- | ------- | ------- | ------- | ------- | ------- |
| 19 297  | ↗43 791 | ↘43 750 | ↘39 992 | ↘39 578 | ↘39 238 | ↘39 168 |
| 2015    | 2016    | 2017    | 2018    | 2019    |         |         |
| ↘39 156 | ↘38 938 | ↘38 639 | ↘38 261 | ↘37 990 |         |         |